# Escrime au Canada
La pratique du sport de l'escrime au Canada se fait sous l'égide de la Fédération canadienne d'escrime (en anglais Canadian Fencing Federation), un organisme fondé en 1971 et dont le siège social est à Saint Catharines en Ontario.

## Histoire
Les débuts du sport de l'escrime au Canada remontent à 1665 alors que maître Alexandre Turpin s'installe à Lachine. Bien que J.B. Girard ait longtemps été considéré comme le premier maitre d'armes en 1815, de nombreux documents dévoile la présence de maitres tels que Nicolas et Claude-Guillaume Chevalier ainsi que Daniel Legris. Plusieurs maitres d'armes passent aussi a Canad à travers les différents régiments militaires sans nécessairement publiciser leur présence. Par exemple Donald McAlpine des 78th Fraser Highlanders lors de la conquête de Québec. Plusieurs maitres se succèdent dans les différentes villes et forts militaires du pays tels que Jer. Lawlor, David Legault, Joseph Comte ou C.H. Ross, pour ne nommer qu'eux. 
La première participation canadienne aux Olympiques a eu lieu à Londres en 1908 pour les hommes, et à Los Angeles en 1932 pour les femmes.
Le Canada est maintenant siège à 12 associations d'escrime provinciaux.

## Meilleurs résultats
Le meilleur résultat canadien aux Olympiques a été la 10e place de Michel Dessureault à Los Angeles, en 1984, et une 4e place pour l'équipe d'épée masculine à ces mêmes jeux, équipe formée de Michel Dessureault, Jean-Marc Chouinard, Jacques Cardyn et Alain Côté. Pour les femmes, la meilleure performance a été la 14e place de Thalie Tremblay, à Barcelone en 1992. 
Aux Championnats du monde, Sherraine Mackay a récolté la médaille de bronze à l'épée féminine en 2005 à Leipzig (Allemagne), alors que Igor Tikhomirov a décroché le bronze à l'épée masculine à Turin (Italie) en 2006.
Au cours de sa carrière, Jean-Marc Chouinard a remporté six épreuves de la Coupe du monde d'escrime entre 1987 et 1995. Sherraine Mackay a remporté le classement général de la Coupe du monde d'épée féminine en 2006.

## Organisation

### Les clubs
- Club d'escrime Olympia-Montréal fondé par Maître Dominique Teisseire en 1995. Il compte une dizaine d'athlètes subventionnés par les programmes gouvernementaux (excellence, élite et relève). Plusieurs escrimeurs du club sont membres de l'équipe nationale et ont déjà participé aux Championnats du monde.
- Club d'escrime les Dynamiques de Brébeuf Fondé par Maître Jean-Marie Banos en 1984, le club de Brébeuf est classé premier au sabre au Canada et est considéré comme le premier club en importance au Québec. Il compte une centaine d'escrimeurs actifs, plus de 400 anciens, 14 participations aux Jeux Olympiques, ainsi que plus de 30 titres nationaux et 50 titres provinciaux.
- Club École d'escrime L'ESQUADRA, pour les régions de la Capitale Nationale(dont la ville de Québec) et de la Chaudière-Appalaches, (dont la ville de Lévis) fondé et dirigé`, depuis 1983, par le maître d'armes Serge Hénault. Ce club était à l'origine le Club d'escrime de l'Université Laval (créé en 1973). Serge Hénault y a été associé dès 1974. Après son retour de France avec sa maîtrise d'armes en poche, il y a eu un changement de nom et d'orientation.
- Club d'escrime l'ESQUADRA de Lévis, est une extension du Club École d'escrime l'Esquadra, pour la Ville de Lévis. Il opère dans les secteurs St-Nicolas (depuis 2018) et St-Jean-Chrysostome (depuis 1991).
- Club d'escrime Les Seigneurs de la Rive-Nord Fondé par Maître Gilbert Gélinas en 1992, le club originaire de Laval est maintenant dans sa salle permanente à Blainville et forme des champions nationaux depuis maintenant 7 ans.  D'ailleurs le club SRN a envoyé plus de 50 athlètes au championnat du monde[réf. nécessaire].